# Bing Shopping
Bing Shopping (anteriormente Live Search Products y Windows Live Product Search) es un servicio de búsqueda de productos y parte del motor de búsqueda Bing de Microsoft. Se está adaptado para encontrar los productos disponibles para la venta en la web. Los resultados proporcionan información, como imágenes de productos, precios y descripción. Estos productos pueden ser indizados por rastrear la web y extracción de metadatos ricos de páginas web.

## Programa de Cashback
El programa de Bing Cashback fue lanzado el 22 de mayo de 2008 (primero como Live Search Cashback) que permite al usuario buscar productos de diversos proveedores y encontrar sus precios y oferta de dinero regresa para compras realizadas a través del sitio.
El servicio de cashback iniciado en junio de 2006 como parte de Jellyfish.com. el 2 de octubre de 2007, Microsoft anunció la compra de Jellyfish.com con un precio estimado de 50 millones de dólares. Microsoft pretende utilizar el motor de Jellyfish como parte de sus servicios de Live Search en el intento de ponerse al día a Google en el mercado de búsqueda.
La parte cashback de Jellyfish.com fue integrada con Bing (entonces Live Search) y anunció oficialmente el 22 de mayo de 2008. Partir del 1 de diciembre de 2008, Bing Cashback comenzó a ofrecer a los usuarios reciban cashbacks al instante, en lugar de tener que esperar durante 60 días. Actualmente, esta característica solo funciona junto con eBay.
En 14 de abril de 2009, Microsoft oficialmente fusionó Cashback con el entonces Live Search Products. como parte de Live Search a Bing, el 3 de junio, de 2009, el servicio ahora se conoce como Bing Cashback.

## Carga de catálogo de producto
Microsoft ha utilizado para ejecutar un programa de carga de producto para alentar a los comerciantes interesados en hacer su catálogo de productos disponibles enBing Product Upload e indexado para el servicio.